# Святозерский район
Святозерский район — административно-территориальная единица в составе Карельской АССР, существовавшая в 1927—1930 годах. Центром района было село Святозеро.
Святозерский район был образован постановлением 2 сессии Центрального Исполнительного Комитета Карельской АССР VII созыва от 17 июля 1927 года. 29 августа того же года это решение было утверждено постановлением Президиума Всероссийского Центрального Исполнительного Комитета.
В состав района вошли Святозерская волость полностью, деревня Кескозеро Коткозерского сельсовета Коткозерской волости, деревня Кашканы Михайловского сельсовета Лоянской волости, Щеккильского сельсовет
Ведлозерской волости и Вагвозерский сельсовет Коткозерской волости без селений Утозеро, Утозерская-Лахта и Пюх-Яла.
По данным 1928 года район включал 6 сельсоветов: Вагвозерский, Важинопристанский, Каскеснаволоцкий, Крошнозерский, Пряжинский, Святозерский.
В районе, по данным переписи 1926 года, проживало 7568 человек, из них 97,5 % составляли карелы, а 1,8 % — русские.
28 февраля 1930 года Президиум ЦИК Карельской АССР постановил объединить Святозерский район и Сямозерский район в новый Пряжинский район. Это решение было утверждено поставлением Президиума ВЦИК и СНК РСФСР от 20 апреля 1930 года «О сокращении сети районов Карельской АССР».